# Museo nel Kulturbrauerei
Il Museo nel Kulturbrauerei è un museo di storia contemporanea situato a Berlino, nel quartiere di Prenzlauer Berg.
Al suo interno è ospitata la mostra permanente "Vita quotidiana nella RDT".
Fa parte con altri tre musei della Fondazione Casa della Storia della Repubblica Federale Tedesca. L'entrata è gratuita.

## Storia
Il Museo ha sede nei locali della stalla del Kulturbrauerei, ex-birrifcio convertito dal 1991 ad uso culturale e ricreativo.
La selezione di oggetti esposti nella mostra permanente "Vita quotidiana nelle RDT", inaugurata nel 2013, proviene dalla precedente collezione di design industriale che la Fondazione Casa della storia ha rilevato nel 2005. La collezione completa consiste in 160. 000 oggetti, documenti e foto oggi conservata in un deposito a Spandau.

## Esposizione

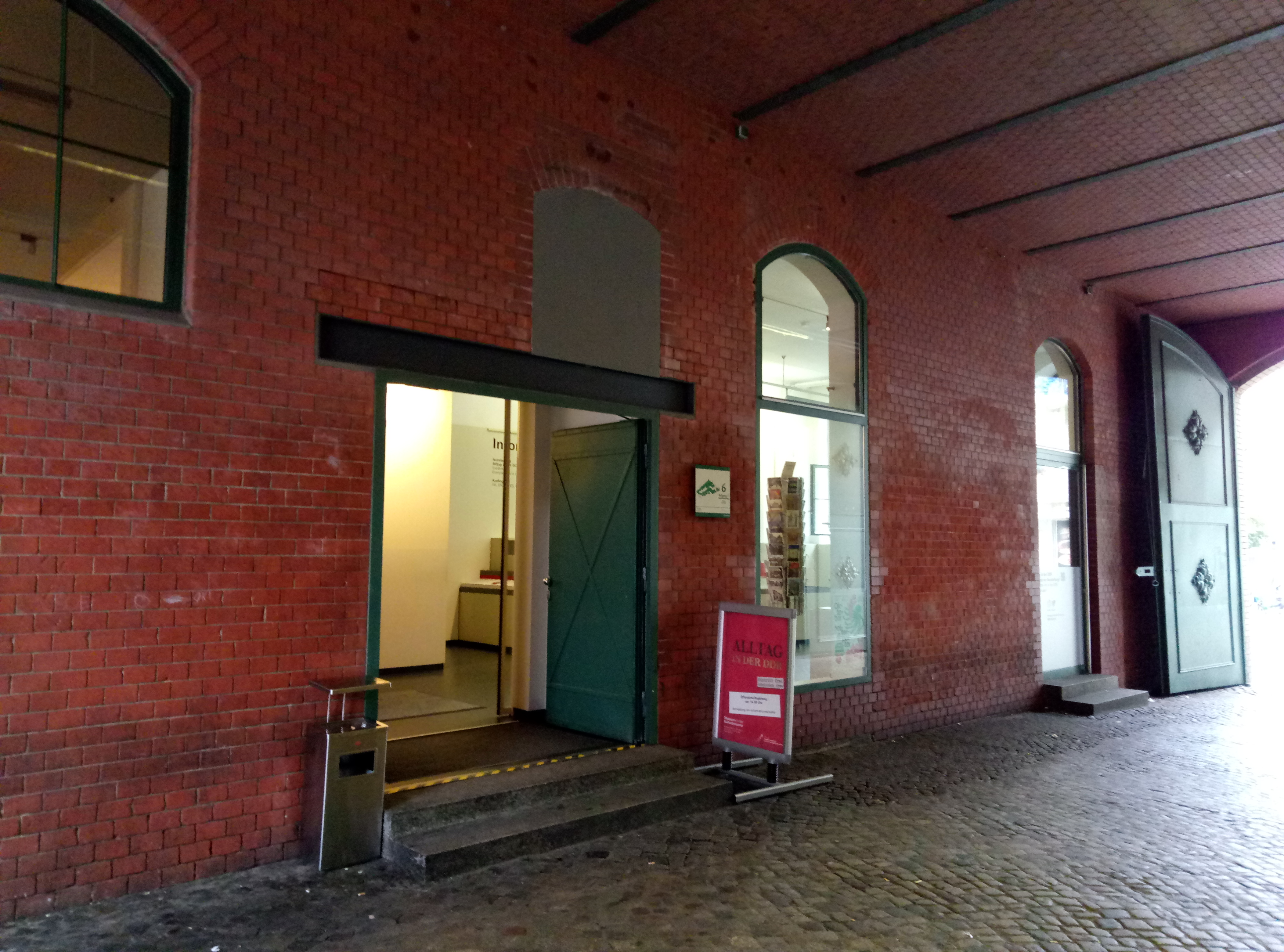
Entrata Museo nel Kulturbrauerei

La mostra permanente "Vita quotidiana nella RDT" illustra la vita dei tedeschi dell'Est negli anni Settanta e Ottanta attraverso 800 oggetti originali, più di 200 documenti, registrazioni cinematografiche e sonore e relazioni biografiche. L'intento è mettere in luce la contraddizione tra le pretese ideologiche della SED, partito egemone nella RDT, e la realtà quotidiana dei cittadini.
Il percorso si snoda attraverso due sale principali:
- Lo stato "operaio e contadino": in questa sala vengono mostrate le ripercussioni sulla società e sull'economia dell'ideologia della SED che, rifacendosi al marxismo-leninismo, mise in atto la collettivizzazione forzata e la produzione industriale pianificata. I piani quinquennali, con obbiettivi di produzione spesso irraggiungibili, erano imposti alle aziende e ai lavoratori che erano organizzati in collettivi a loro volta suddivisi in squadre di lavoro e brigate. All'interno degli stabilimenti dell'azienda si trovavano gli asili infantili; il tempo libero dei lavoratori era organizzato e controllato dalla SED tramite la promozione di attività ricreative sportive o culturali. Il dissenso e il malcontento erano repressi militarmente.

- Vita quotidiana: questa sala mette in evidenza il contrasto tra le promesse del governo di una vita migliore sotto al socialismo, e la realtà fatta di povertà, stenti e repressione della libertà. Attraverso la ricostruzione dell'ambiente di un supermercato, di un'edicola, di un salotto e un ristorante, si evince il controllo totale dello stato su ogni aspetto della vita dei suoi cittadini, dai consumi all'informazione, e l'inadeguatezza dei servizi e dei beni offerti rispetto alle necessità della popolazione. L'attività di spionaggio della STASI minacciava in ogni momento la possibilità di essere arrestati se colti ad esprimere critiche o malcontento. La mostra presenta anche esempi di persone che si sono opposte all'economia della scarsità attraverso l'iniziativa privata e la creatività. Una Trabi con tenda sul tetto e una Dacia sono esposti come esempio del desiderio di evasione di molti tedeschi dell'Est che trovavano un temporaneo sfogo al bisogno di libertà nelle vacanze estive nei cosiddetti paesi socialisti amici, come il lago Balaton, in Ungheria, dove si trovano anche molti prodotti occidentali che nella RDT non erano disponibili.